# Dichromodes laetabilis
Dichromodes laetabilis är en fjärilsart som beskrevs av Turner 1930. Dichromodes laetabilis ingår i släktet Dichromodes och familjen mätare. Inga underarter finns listade i Catalogue of Life.